# Ash-Shawawra
Ash-Shawawra (àrab: الشواورة, ax-Xawāwra) és una vila de la governació de Betlem, al centre de Cisjordània, situada 12 kilòmetres al sud-est de Betlem. Segons l'Oficina Central d'Estadístiques de Palestina (PCBS), tenia 4.703 habitants en 2016. L'assistència sanitària primària s'obté a Za'atara, on el Ministeri de Salut ha classificat les instal·lacions assistencials com a nivell 3.